# Motoyoshi Oda
Pour les articles homonymes, voir Oda (homonymie).
Motoyoshi Oda (小田 基義, Oda Motoyoshi), né le 21 juillet 1909 dans l'arrondissement de Moji-ku de la ville de Kitakyūshū (préfecture de Fukuoka) au Japon et mort le 21 octobre 1973 à Tokyo, est un réalisateur japonais.

## Biographie
Motoyoshi Oda a réalisé 54 films entre 1940 et 1958.

## Filmographie sélective

Jigoku no kifujin (1949).

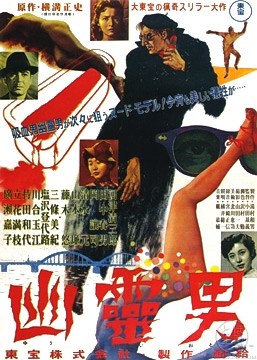
Yurei otoko (1954).

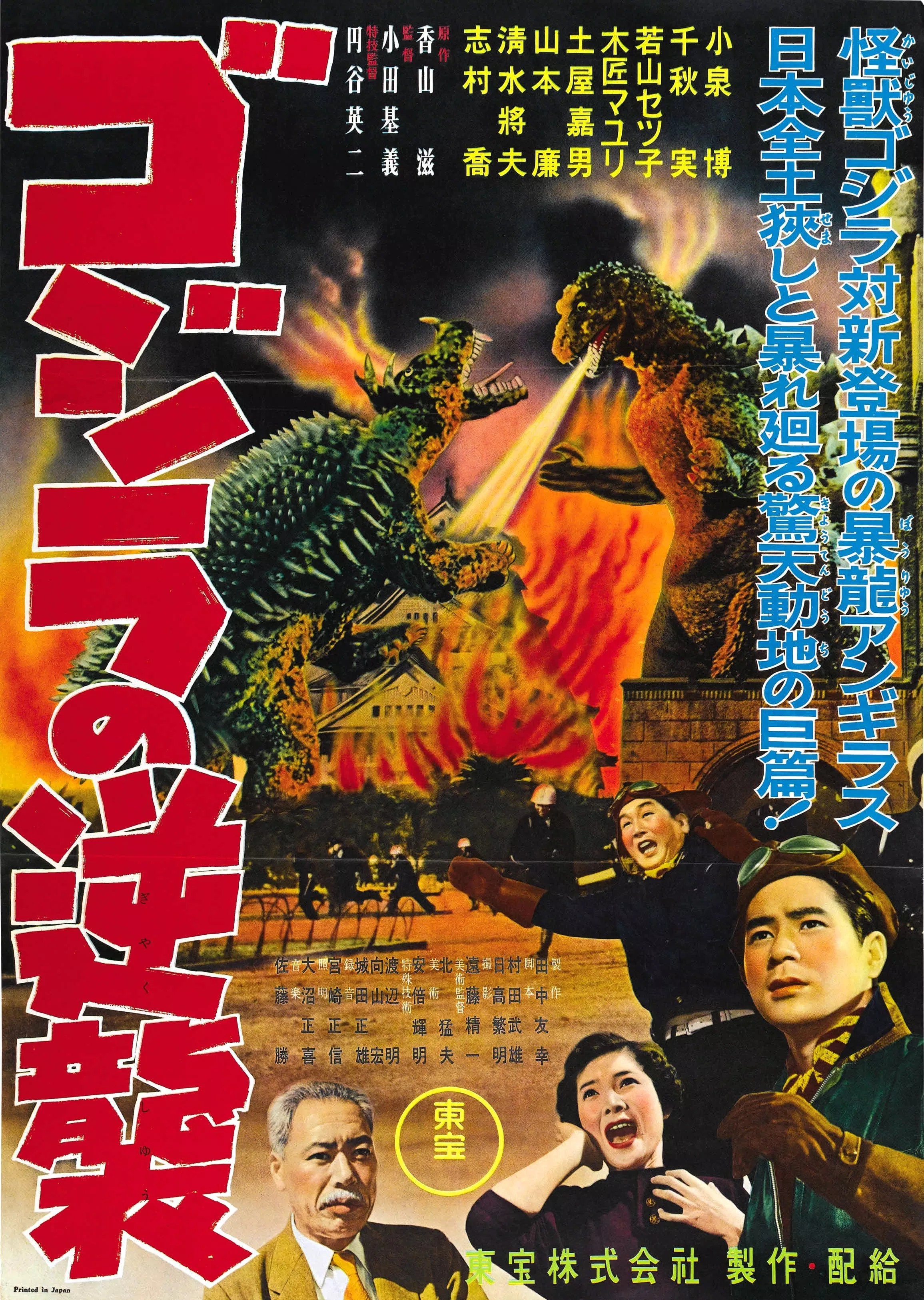
Le Retour de Godzilla (1955).

### Assistant réalisateur
- 1942 : La Bataille navale à Hawaï et au large de la Malaisie (ハワイ・マレー沖海戦, Hawai Marē oki kaisen?) de Kajirō Yamamoto

### Réalisateur
- 1940 : Kūnyan no gaika (姑娘の凱歌?)
- 1941 : Shima wa yūyake (島は夕やけ?)
- 1941 : Si l'on chante c'est le paradis (歌へば天国, Utaeba tengoku?) co-réalisé avec Satsuo Yamamoto
- 1946 : Juichinin no jogakusei (十一人の女学生?)
- 1947 : Ongaku gonin otoko (音楽五人男?)
- 1949 : La Femme de l'enfer (地獄の貴婦人, Jigoku no kifujin?)
- 1949 : Hōmuran kyō jidai (ホームラン狂時代?)
- 1949 : Utau maboroshi goten (歌うまぼろし御殿?)
- 1950 : Zoku furyō shōjo (続不良少女?)
- 1950 : Subarashiki kyūkon (素晴らしき求婚?)
- 1950 : Jogakusei-gun (小田基義?)
- 1951 : Madame Takarazuka (宝塚夫人, Takarazuka fujin?)
- 1951 : Mesu o motsu shojo (メスを持つ処女?)
- 1952 : Santa to Chiyonoyama (三太と千代の山?)
- 1953 : Hime taru haha (秘めたる母?)
- 1954 : Katei no jijō: Bakka ja nakarō ka no maki (家庭の事情 馬ッ鹿じゃなかろうかの巻?)
- 1954 : Katei no jijō: Saizansu no maki (家庭の事情 さイざんすの巻?)
- 1954 : Katei no jijō: O-konbanwa no maki (家庭の事情 おこんばんわの巻?)
- 1954 : Katei no jijō: Nechorinkon no maki (家庭の事情 ネチョリンコンの巻?)
- 1954 : Yurei otoko (幽霊男?)
- 1954 : The Invisible Avenger (透明人間, Tomei ningen?)
- 1955 : Le Retour de Godzilla (ゴジラの逆襲, Gojira no gyakushū?)
- 1955 : Akai kanna no hana sakeba (赤いカンナの花咲けば?)
- 1955 : Yagate aozora (やがて青空?)
- 1956 : Masura o hashutsu fukai (ますらを派出夫会?)
- 1956 : Yurei takushi (幽霊タクシー?)
- 1956 : Hesokuri shain to wanman shachō: Wanman shachō junjō su (へそくり社員とワンマン社長 へそくり社員敢闘す?)
- 1956 : Hesokuri shain to wanman shachō: Hesokuri shain kantō su (へそくり社員とワンマン社長 ワンマン社長純情す?)
- 1956 : Ideyu no shimai (いで湯の姉妹?)
- 1957 : Hoshizora no machi (星空の街?)
- 1957 : Tōkyō Tekisasunin (東京テキサス人?)
- 1957 : Masura o hashutsu fukai: Otoko nari akoso (ますらを派出夫会 男なりぁこそ?)
- 1957 : Tsuki to seppun (月と接吻?)
- 1958 : O-Tora-san no hōmu ran (おトラさんのホームラン?)
- 1958 : O-Tora-san dai hanjō (おトラさん大繁盛?)